# Pentaquark

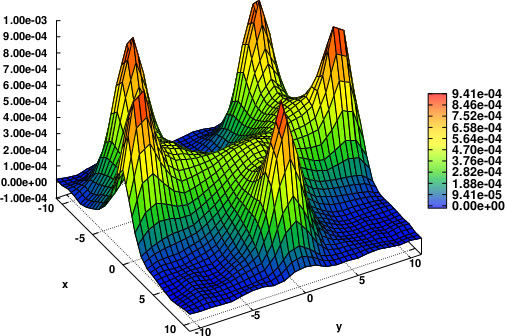
Tubs de fluxos de Confinament de color produïts per cinc càrregues de quarks i antiquarks estàtics, calculats en QCD en el reticle.

En física de partícules, un pentaquark és una partícula subatòmica formada per un estat lligat de quatre quarks i un antiquark. Donat que els quarks tenen nombre bariònic +1⁄3 i els antiquarks −1⁄3, el pentaquark tindria un nombre bariònic total d'1, sent per tant un barió. A més, com que tindria 5 quarks en comptes dels 3 habituals en els barions normals, seria classificat com un barió exòtic.
El nom pentaquark va ser proposat per Harry J. Lipkin el 1987, encara que la possibilitat de partícules de cinc quarks va ser ja suggerida el 1964 quan Murray Gell-Mann va postular el primer model de quarks. El mecanisme de lligam dels pentaquarks no és encara clar. Poden consistir en cinc quarks estretament lligats, o d'un estat lligat menys fortament constituït d'un barió (3 quarks) i un mesó (2 quarks) interaccionant relativament feblement per intercanvis de pions (la mateixa força que lliga els nuclis atòmics) en una molècula de tipus "barió-mesó".
La primera observació possible de pentaquarks va ser a l'experiment LEPS al Japó el 2003 i diversos experiments posteriors van confirmar descobertes de diferents estats de pentaquarks. Tanmateix, altres experiments no van ser capaços de reproduir els resultats de LEPS i finalment la "descoberta" va ser considerada un error de les anàlisis. No obstant, el juliol de 2015, l'experiment LHCb a l'LHC del CERN va anunciar nous resultats compatibles amb estats de pentaquarks mesurats en la desintegració de barions Lambda amb quarks fons (Λ0
b).